# Pierre-Henri Lecuisinier
Pierre-Henri Lecuisinier (Flers, 30 juni 1993) is een Franse voormalig professioneel wielrenner. Tussen 2014 en 2016 stond Lecuisinier onder contract bij de WorldTour-formatie FDJ, in 2017 rijdt hij echter voor de Franse amateurploeg Pro Immo Nicolas Roux.
In 2011 werd hij zowel Europees als Wereldkampioen bij de junioren. Europees kampioen werd hij op 16 juli 2011 in het Italiaanse Offida, de Wereldkampioenentitel veroverde hij in Kopenhagen op 24 september 2011 tijdens het wereldkampioenschap wielrennen 2011.
Eerder werd hij in 2008- 2009 eindoverwinnaar bij het Frans kampioenschap veldrijden voor cadetten en haalde hij in 2010 reeds een zegen op de La Bernaudeau Junior. In mei 2011 was hij eindwinnaar en winnaar van twee etappes in de Trofeo Karlsberg.

## Belangrijkste overwinningen
2010
- La Bernaudeau Junior

2012
- Eindklassement Ronde van de Isard (U23)

2013
- Proloog Boucles de la Mayenne

## Resultaten in voornaamste wedstrijden
| Jaar | Ronde van Italië | Ronde van Frankrijk | Ronde van Spanje |
| ---- | ---------------- | ------------------- | ---------------- |
| 2014 |                  |                     |                  |

| Jaar | Ronde van Lombardije |
| ---- | -------------------- |
| 2014 | opgave               |